# Don't Take It Personal (Just One of Dem Days)
Don't Take It Personal (Just One of Dem Days) é uma canção da cantora de R&B norte-americana Monica, lançada em 1995. Chegou à 2º lugar na Billboard Hot 100, a parada oficial dos Estados Unidos.
A canção foi lançada como o primeiro single do primeiro álbum da cantora, Miss Thang, em 10 de abril de 1995. O single vendeu 1,2 milhões de cópias e recebeu uma certificação de platina da RIAA. Ele passou duas semanas como o número um na parada Hot Rhythm Songs dos EUA e chegou ao número dois na Billboard Hot 100, também alcançando o top 10 nas paradas de singles da Austrália e Nova Zelândia.
Um clipe em preto e branco foi feito para divulgar o single, o mesmo foi dirigido por Rich Murray e lançado na MTV em junho de 1995.

## Desempenho nos Charts
| Chart (1995–1996)                            | Posição |
| -------------------------------------------- | ------- |
| Austrália (ARIA)                             | 7       |
| Países Baixos (Dutch Top 40)                 | 21      |
| Países Baixos (Single Top 100)               | 20      |
| Nova Zelândia (Recorded Music NZ)            | 5       |
| Reino Unido (UK Singles Chart)               | 32      |
| Reino Unido (UK Dance Chart)                 | 23      |
| Reino Unido (OCC UK R&B)                     | 6       |
| Estados Unidos (Billboard Hot 100)           | 2       |
| Estados Unidos (Billboard R&B/Hip-Hop Songs) | 1       |
| Estados Unidos (Billboard Mainstream Top 40) | 23      |
| Estados Unidos (Billboard Rhythmic)          | 1       |

## Certificações
| País                  | Certificação | Vendas     |
| --------------------- | ------------ | ---------- |
| Estados Unidos (RIAA) | Platina      | 1,200,000^ |